# NGC 6310
NGC 6310 ist eine 13,1 mag helle Spiralgalaxie mit aktivem Galaxienkern vom Hubble-Typ Sb im Sternbild Drache am Nordsternhimmel. Sie ist schätzungsweise 161 Millionen Lichtjahre von der Milchstraße entfernt und hat einen Durchmesser von etwa 85.000 Lichtjahren.
Im selben Himmelsareal befinden sich u. a. die Galaxien NGC 6306 und NGC 6307.
Das Objekt wurde am 27. Oktober 1861 von Heinrich Louis d’Arrest entdeckt.